# Макаэ
Макаэ (порт. Macaé) — муниципалитет в Бразилии, входит в штат Рио-де-Жанейро. Составная часть мезорегиона Север штата Рио-де-Жанейро. Входит в экономико-статистический микрорегион Макаэ. Население составляет 169 513 человек на 2007 год. Занимает площадь 1215,904 км². Плотность населения — 139,41 чел./км².

## История
Город основан 29 июля 1813 года.

## Транспорт
В 5 километрах от центра города находится международный аэропорт Макаэ.

## Статистика
- Валовой внутренний продукт на 2005 год составляет 5 630 733 тысяч реалов (данные: Бразильский институт географии и статистики).
- Валовой внутренний продукт на душу населения на 2005 год составляет 36 000,00 реалов (данные: Бразильский институт географии и статистики).
- Индекс развития человеческого потенциала на 2000 год составляет 0,790 (данные: Программа развития ООН).

## Галерея

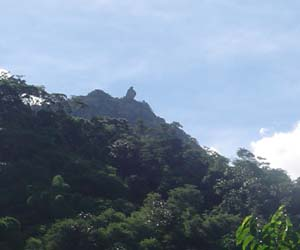
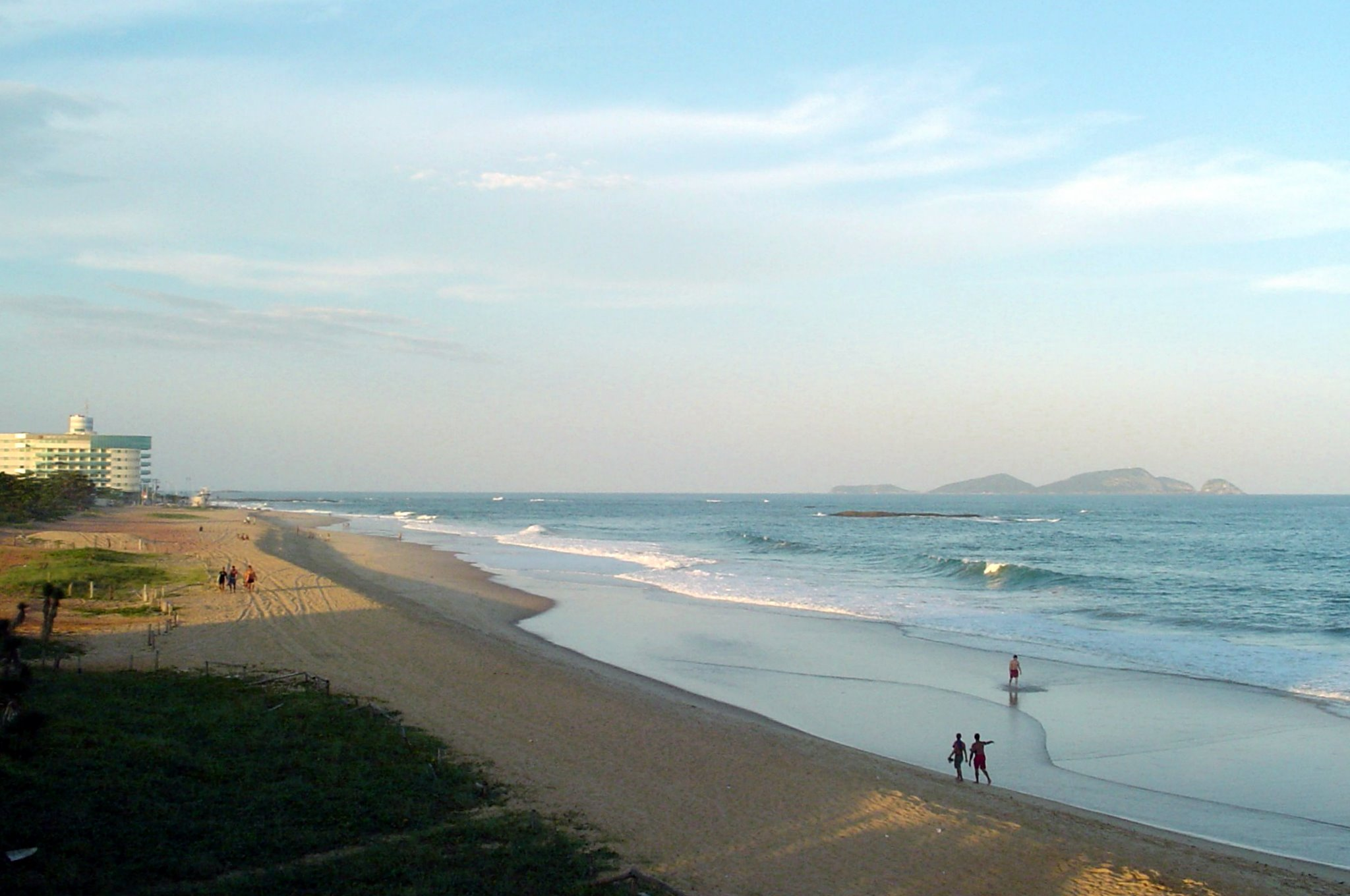
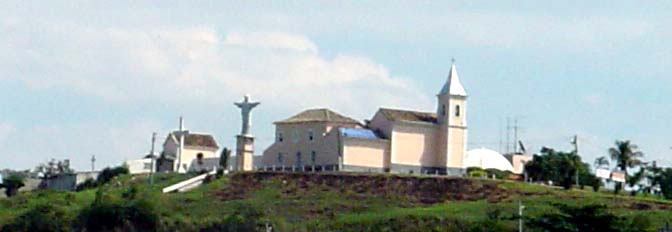
Собор
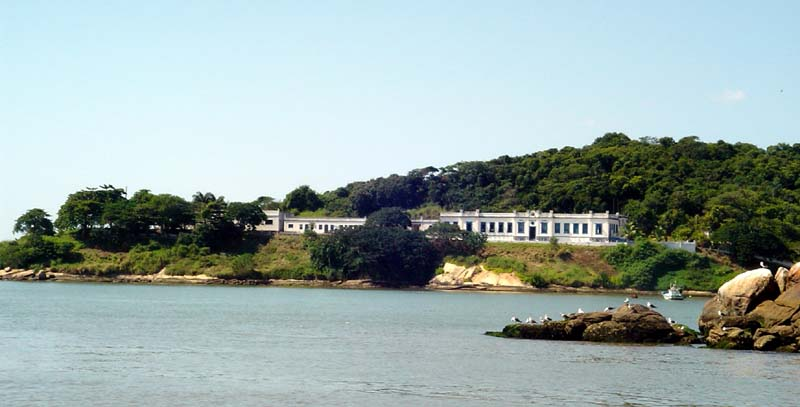